# Gun Violence Archive
Gun Violence Archive (GVA) és una organització sense ànim de lucre, que compta amb un lloc web i plataformes de difusió a les xarxes socials, que fa recerca i cataloga tots els incidents de violència amb armes de foc als Estats Units. Va ser fundada el 2013 per Michael Klein i Mark Bryant. Klein és el fundador de Sunlight Foundation (organització que treballa per fomentar els governs oberts), i Bryant un analista de sistemes jubilat.
GVA disposa d'una base de dades de tirotejos coneguts als Estats Units, obtinguda de 6.500 forces de l’ordre, mitjans de comunicació i fonts governamentals. La metodologia i les definicions de GVA són a la pàgina web de l'organització .
GVA es va inaugurar el 2013 per tal de proporcionar dades i estadístiques verificables sobre violència amb armes de foc, de cara al debat nacional sobre armes de foc curtes. Les llacunes en les dades de la CIA i de l'FBI, així com la seva distribució endarrerida, van mostrar una necessitat de recollida de dades gairebé en temps real.
A GVA treballen 20 professionals, amb especialitats de MSLS/MIS investigadors titulats i arxivers de dades per arquitectura de sistemes i informàtics.